# Kissin’ Dynamite
Kissin’ Dynamite ist eine 2007 gegründete deutsche Rockband aus den schwäbischen Städten Burladingen und Münsingen, die aus fünf Mitgliedern besteht. Die Wurzeln der Band liegen in der 2002 durch die Brüder Ande und Hannes Braun gegründeten Schülerband Blues Kids.

## Geschichte
Kissin’ Dynamite entstand als Schülerband. Im School Jam 2006 erhielt Kissin’ Dynamite einen extra eingeführten Sonderpreis für „die jüngste Band“. Seit Anfang 2007 arbeitet sie mit dem Flensburger Produzenten-Team Elephant Music zusammen. Ende 2007 schickte man erste Demos an verschiedene Musiklabels, die noch im selben Jahr zu einem Plattenvertrag bei Capitol Records bzw. EMI und dem Debütalbum Steel of Swabia führten, sowie zu Festivalauftritten, wie auf dem Bang Your Head 2009.
Ihr zweites Album, ebenfalls von Elephant Music produziert, trägt den Titel Addicted to Metal und hat zwölf Titel. Beim Titelsong singt Udo Dirkschneider mit, bei dessen Auftritten mit U.D.O. sie auch mehrfach als Vorband fungierten. Das dritte Album mit dem Titel Money, Sex and Power wurde Ende 2011 fertiggestellt und erschien im März 2012 bei AFM Records, ihrem neuen Plattenlabel. Im Zuge dieser Veröffentlichung war die Band im Vorprogramm der L.A.-Glam-Rocker von Steel Panther auf Tour.
2014 erschien das Album Megalomania, 2016 folgte Generation Goodbye. Im Juli 2018 wurde das sechste Studioalbum Ecstasy veröffentlicht, das in die Top-10 der deutschen Albumcharts einstieg. Bei den Metal Hammer Awards 2018 wurde die Band in der Kategorie Beste deutsche Band ausgezeichnet. Im Herbst dieses Jahres begleitete Kissin’ Dynamite zusammen mit Amaranthe die deutsche Power-Metal-Band Powerwolf auf deren Wolfsnächte-Tour. Im Frühjahr 2019 folgte dann eine eigene Headliner-Tour.
Sänger Hannes Braun und Gitarrist Jim Müller arbeiten beide für das Produzententeam Elephant Music. Hannes Braun ist seit mehreren Jahren mit der Exit-Eden-Sängerin Anna Brunner liiert, die bis Ende 2019 auch bei Elephant Music tätig war. Seit Anfang 2020 leben die beiden wieder in Süddeutschland im Raum Reutlingen. Das Album von Exit Eden wurde von Hannes Braun produziert, wie sämtliche Songs, bei denen Anna Brunner als Duettpartnerin auftrat.
Obwohl aufgrund der COVID-19-Pandemie kaum Konzerte stattfanden, spielte die Band am 4. Juli 2020 auf dem Parkplatz des Flughafens Stuttgart ein Autokonzert. Seit August 2021 gibt es auch den ersten offiziellen Fanclub (Kissin’ Dynamite Pyromaniacs e. V.) der Band. Am 21. Januar 2022 erschien das neue Album Not the End of the Road, welches auf Platz zwei der deutschen Albumcharts einstieg. Gleichzeitig spendete die Band die Einnahmen ihrer Single Good Life in Höhe von 6000 Euro an den Förderverein für krebskranke Kinder in Tübingen.
Im Dezember 2022 und Januar 2023 spielten Kissin’ Dynamite eine Headliner-Tournee in Deutschland zusammen mit Dynazty, Formosa und League of Distortion.

## Name
Laut Aussagen des Gitarristen Jim Müller beruht der Name auf dem gleichnamigen Stück von AC/DC. Während einer Bandsitzung, bei der über den Namen diskutiert wurde, soll das Handy von Andi Schnitzer geklingelt haben. Sein damaliger Klingelton war Kissin’ Dynamite von AC/DC. Daraufhin beschloss die Band, sich so zu nennen.

## Bandmitglieder

Kissin’ Dynamite live auf dem Rockharz 2019
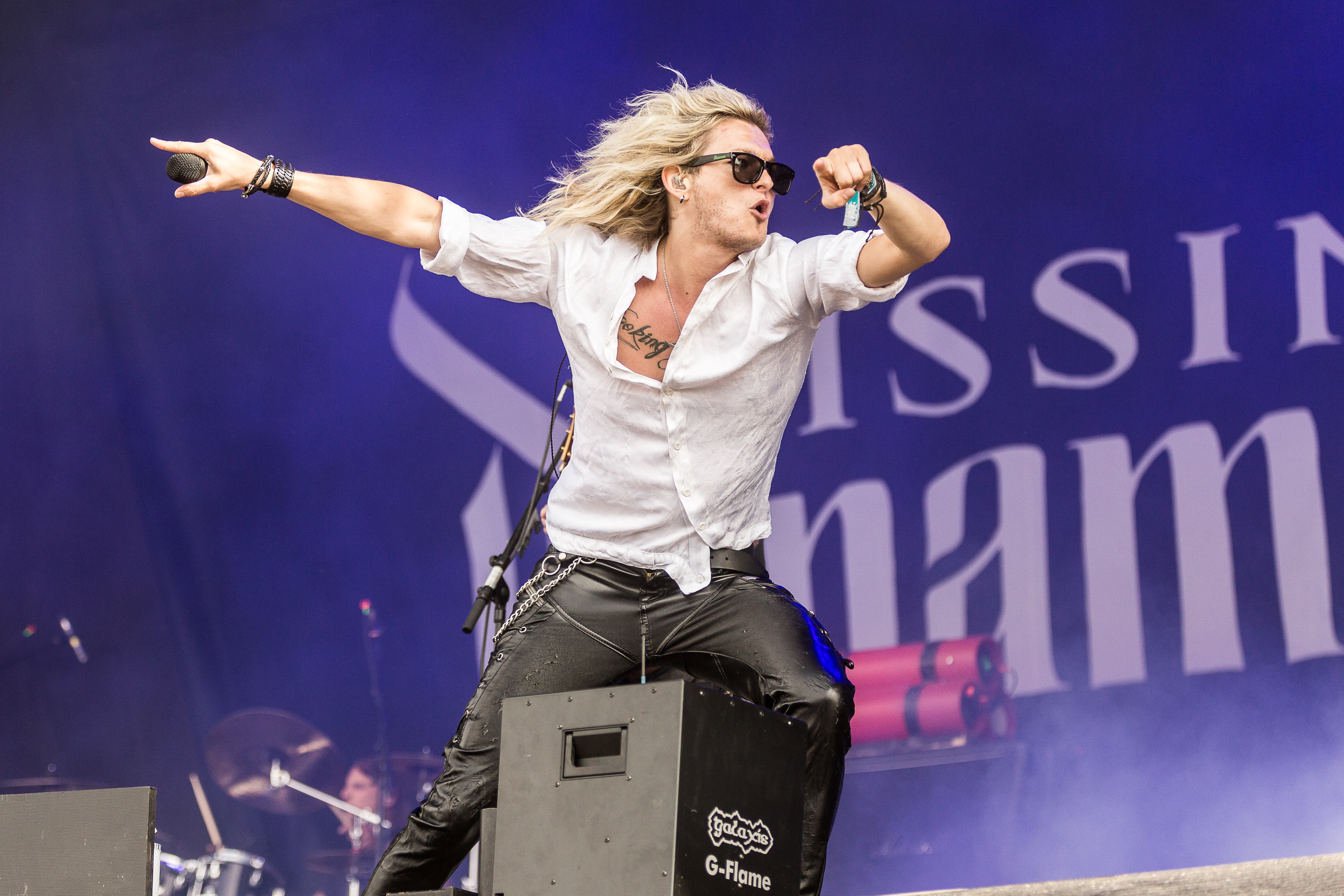
Sänger Hannes Braun
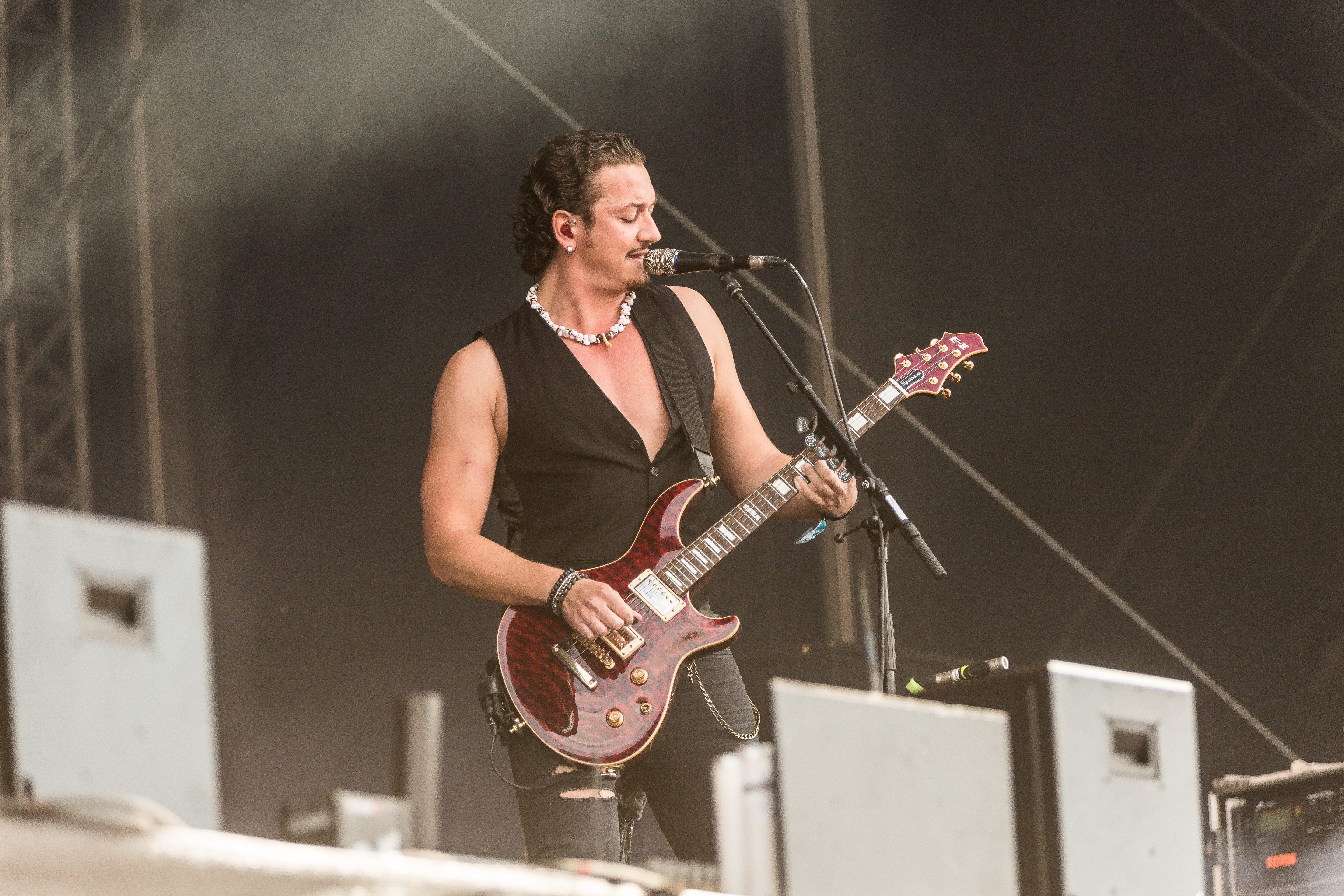
Gitarrist Ande Braun
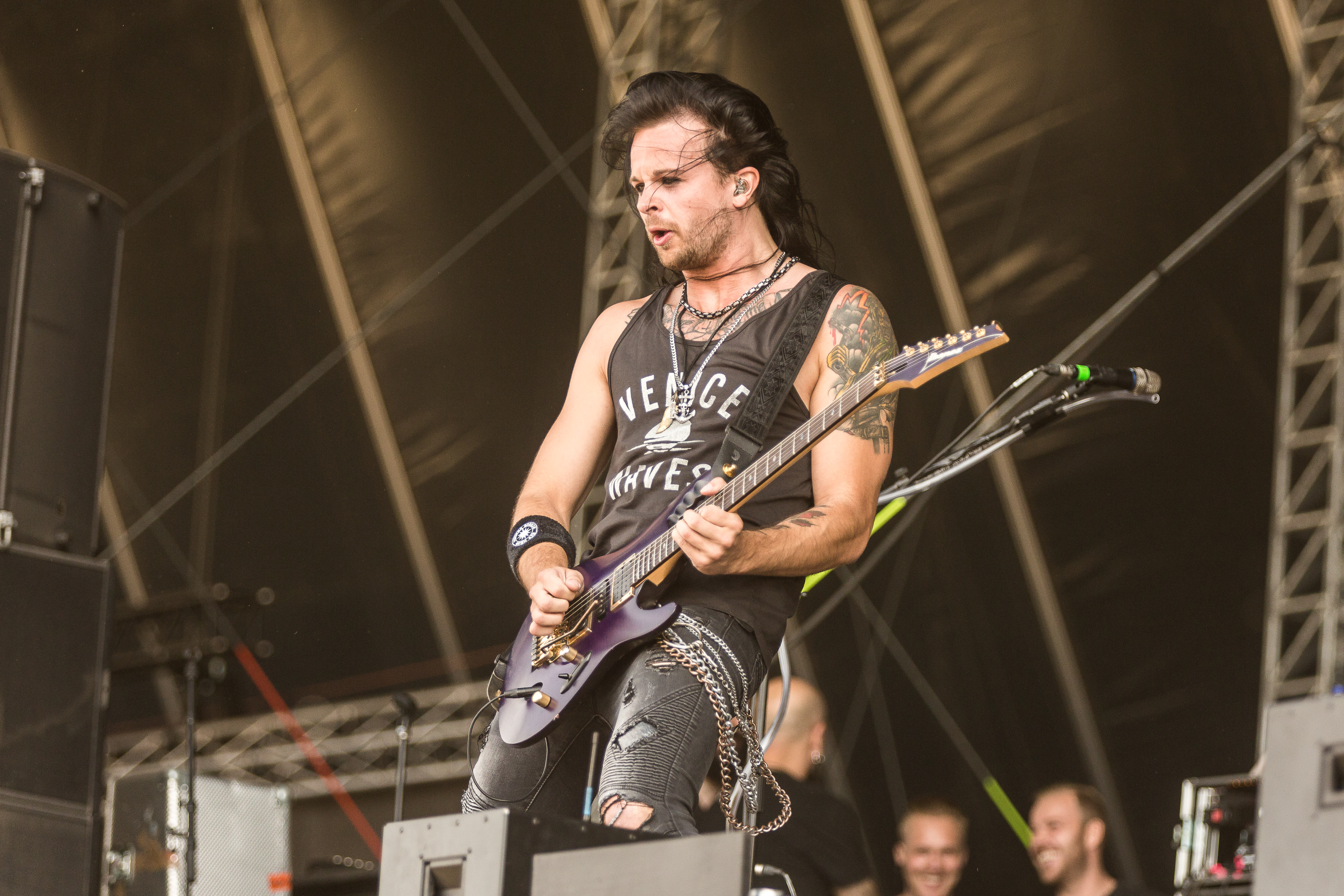
Gitarrist Jim Müller
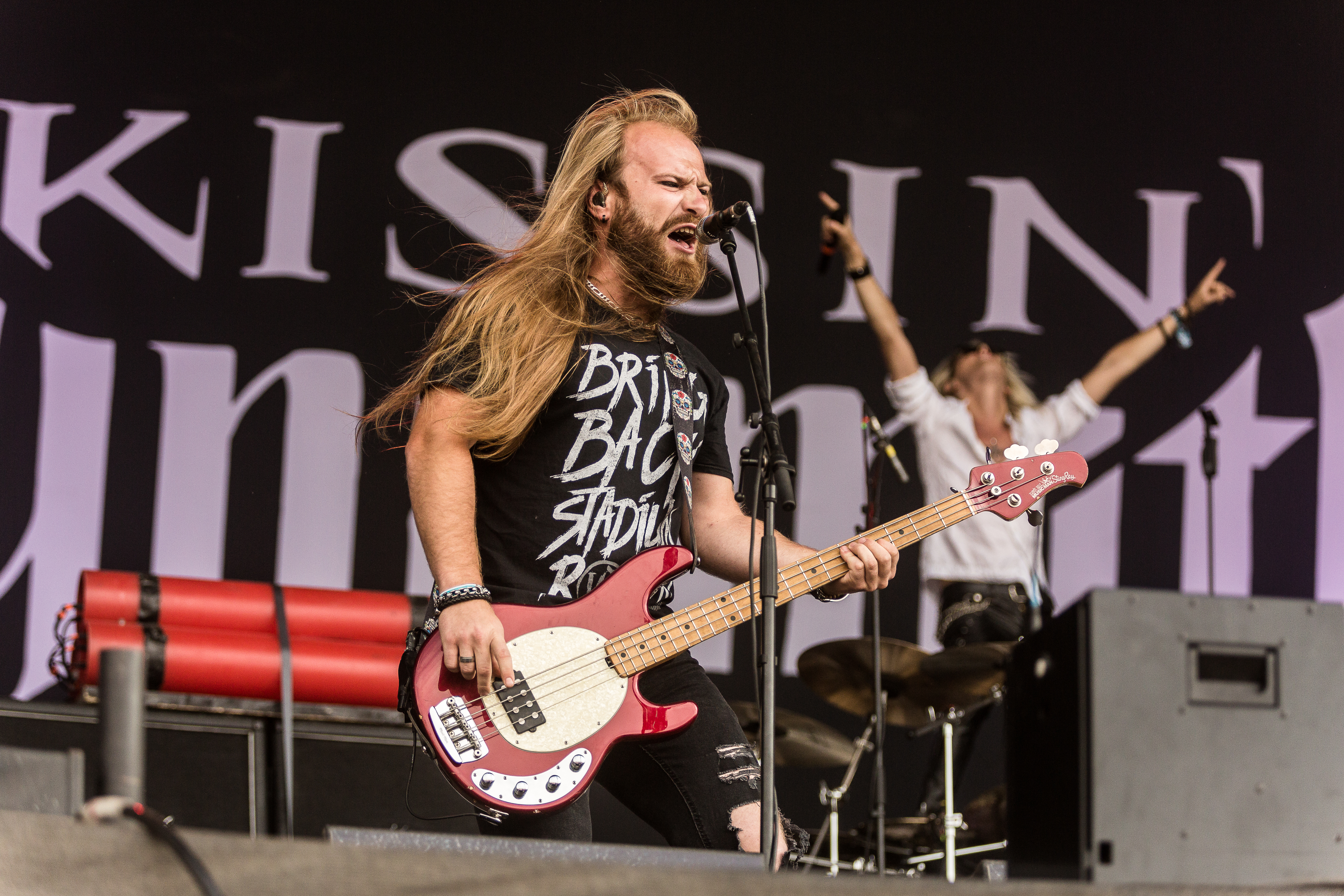
Bassist Steffen Haile
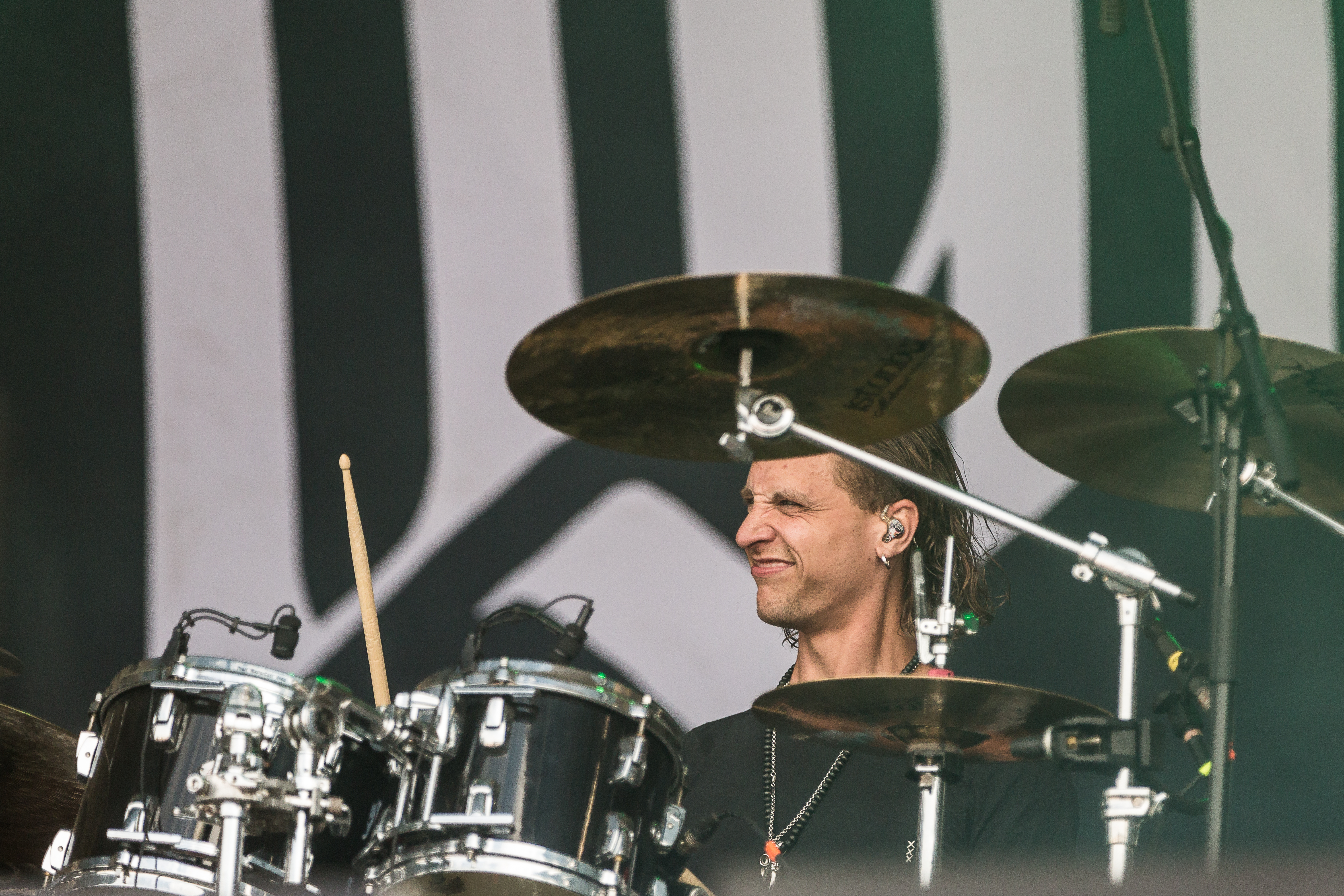
Damaliger Schlagzeuger Andi Schnitzer

## Diskografie
Studioalben

| Jahr | Titel Musiklabel                             | Höchstplatzierung, Gesamtwochen, AuszeichnungChartplatzierungen (Jahr, Titel, Musiklabel, Platzierungen, Wochen, Auszeichnungen, Anmerkungen) | Höchstplatzierung, Gesamtwochen, AuszeichnungChartplatzierungen (Jahr, Titel, Musiklabel, Platzierungen, Wochen, Auszeichnungen, Anmerkungen) | Höchstplatzierung, Gesamtwochen, AuszeichnungChartplatzierungen (Jahr, Titel, Musiklabel, Platzierungen, Wochen, Auszeichnungen, Anmerkungen) | Anmerkungen                             |
| Jahr | Titel Musiklabel                             | DE | AT | CH | Anmerkungen                             |
| ---- | -------------------------------------------- | --- | --- | --- | --------------------------------------- |
| 2008 | Steel of Swabia Electrola (EMI)              | — | — | — | Erstveröffentlichung: 18. Juli 2008     |
| 2010 | Addicted to Metal Electrola (EMI)            | DE91 (1 Wo.)DE | — | — | Erstveröffentlichung: 26. März 2010     |
| 2012 | Money, Sex & Power AFM Records (Soulfood)    | DE50 (1 Wo.)DE | — | — | Erstveröffentlichung: 21. März 2012     |
| 2014 | Megalomania AFM Records (Soulfood)           | DE17 (1 Wo.)DE | — | — | Erstveröffentlichung: 5. September 2014 |
| 2016 | Generation Goodbye King Records (Soulfood)   | DE14 (2 Wo.)DE | — | CH59 (1 Wo.)CH | Erstveröffentlichung: 8. Juli 2016      |
| 2018 | Ecstasy Columbia Records (Sony)              | DE7 (4 Wo.)DE | AT52 (1 Wo.)AT | CH30 (2 Wo.)CH | Erstveröffentlichung: 4. Juli 2018      |
| 2022 | Not the End of the Road Napalm Records (UMG) | DE2 (3 Wo.)DE | AT53 (1 Wo.)AT | CH13 (3 Wo.)CH | Erstveröffentlichung: 21. Januar 2022   |
| 2024 | Back with a Bang! Napalm Records (UMG)       | DE1 (2 Wo.)DE | AT12 (1 Wo.)AT | CH11 (1 Wo.)CH | Erstveröffentlichung: 5. Juli 2024      |